# Dagmar Stelberg
Dagmar Stelberg (* 21. September 1958 in Engelskirchen) ist eine ehemalige deutsche Handballnationalspielerin.

## Biografie
Stelberg spielte im halbrechten Rückraum und war meist die torgefährlichste Spielerin ihrer Mannschaft. Im Verlauf ihrer Laufbahn als Handballspielerin bestritt Stelberg seit 1978 219 Länderspiele (832 Tore), nahm unter anderem an den  Olympischen Spielen 1984 in Los Angeles teil und wurde dort Olympiavierte; zwei Mal wurde sie für Spiele einer Weltauswahl nominiert. Sie spielte für den VfL Engelskirchen und anschließend von 1988 bis 1998 für den seinerzeit aufstrebenden TuS Walle Bremen, einen Verein, der vorübergehend von einem ortsansässigen Unternehmer unterstützt wurde, mit dem sie von der Regionalliga in die Bundesliga aufstieg und ihre größte Erfolge feierte, dreimal den DHB-Pokal gewann, 1991, 1992, 1994, 1995 und 1996 Deutscher Meister wurde und sogar einen europäischen Vereinswettbewerb, den IHF-Pokal gewann. Zudem erhielt Stelberg 1996 die Auszeichnung zur Bremer Sportlerin des Jahres.
Gegen Ende ihrer Laufbahn wechselte Stelberg zu den unterklassig spielenden Handballerinnen von Werder Bremen, wo sie ihre Laufbahn ausklingen ließ und ab 1999 Leiterin der Handballabteilung war. Mittlerweile wurde sie in das Präsidium des Sportvereins gewählt.
Im Zivilberuf arbeitet Stelberg als Bankkauffrau. Außerdem ist sie in der Kommunalpolitik ihres Wohnorts Bremen für die CDU tätig. 